# ملكة جمال العالم 2009
ملكة جمال العالم 2009 هي النسخة التاسعة والخمسين من مسابقة في تاريخ مسابقة ملكة جمال العالم منذ انطلاقتها عام 1951، عقدت المسابقة في 12 ديسمبر 2009 في مركز مؤتمرات غالاغر في جوهانسبرغ، جنوب أفريقيا. تنافس 112 متسابقة من جميع أنحاء العالم على التاج، مما يمثل أكبر نسبة مشاركة في تاريخ المسابقة. في نهاية الحدث توجت كاياني ألدورينو من جبل طارق من قبل ملكة جمال العالم السابقة كسينيا سوخينوفا من روسيا. هذه هي المرة الأولى التي يفوز فيها شخص من جبل طارق بملكة جمال العالم.

## النتائج

### المراكز النهائية
| النتائج النهائية      | المتنافسة |
| --------------------- | --- |
| ملكة جمال العالم 2009 | - جبل طارق - كاياني ألدورينو |
| الوصيفة الأولى        | - المكسيك - بيرلا بيلتران |
| الوصيفة الثانية       | - جنوب أفريقيا - تاتوم كيشوار |
| أفضل 7                | - كندا - لينا ما - كولومبيا - دانييلا راموس - فرنسا - كلوي مورتو - بنما - ناديج هيريرا |
| أفضل 16               | - البرازيل - لوسيانا بيرتوليني - الهند - بوجا شوبرا - اليابان - إروزا ساساكي - كازاخستان - دينا نورالييفا - كوريا - كيم جو ري - مارتينيك - إنغريد ليتري - بولندا - آنا جمروز - سيراليون - مارياتو كاربو - فيتنام - تران ثو هانج جيانج |

### ملكات القارات للجمال
| مجموعة القارية   | المتنافسة                     |
| ---------------- | ----------------------------- |
| أفريقيا          | - جنوب أفريقيا - تاتوم كيشوار |
| الأمريكتين       | - المكسيك - بيرلا بيلتران     |
| آسيا وأوقيانوسيا | - كوريا - كيم جو ري           |
| الكاريبي         | - باربادوس - ليا مارفيل       |
| أوروبا           | - جبل طارق - كاياني ألدورينو  |

## المتسابقات
- ألبانيا - أرمينا مولاني
- أنغولا - نادية سيلفا
- الأرجنتين - إيفلين لوسيا مانشون
- أروبا - نوريسا ليسبيير
- أستراليا - صوفي لافرز
- النمسا - آنا هاميل
- باهاماس - جوانا براون
- باربادوس - ليا مارفيل
- بيلاروسيا - يوليا سيندزييفا
- بلجيكا - زينب سيفر
- بليز - نورما ليتيسيا لارا
- بوليفيا - فلافيا فويانيني
- البوسنة والهرسك - أندريا شاراك
- بوتسوانا - سمياء ماروب
- البرازيل - لوسيانا ريس
- بلغاريا - أنتونيا بتروفا
- كندا - لينا ما
- الصين - يو شنغ
- كولومبيا - دانييلا راموس
- كوستاريكا - أنجي ألفارو
- كوت ديفوار - داكوري روزين غناغو
- كرواتيا - إيفانا فاسيلي
- كوراساو - شانتال توماسن
- قبرص - كريستالا تسيالي
- جمهورية التشيك - أنيتا فيجنيروفا
- الدنمارك - نادية بيدرسون
- جمهورية الدومينيكان - آنا كونتريراس
- الإكوادور - غابرييلا أولوا
- مصر - سماح شلبى
- السلفادور - إيلينا تيديسكو
- إنجلترا - كاترينا هودج
- إثيوبيا - لولا ويلديجبريل
- فنلندا - سانا كانكانبا
- فرنسا - كلوي مورتود
- جورجيا - تسيرا سوكينيدزه
- ألمانيا - ستيفاني بيك
- غانا - مووس أبيا
- جبل طارق - كيان ألدورينو
- اليونان - الكيسيتي أنيفانتي
- غوادلوب - بياتريس بليز
- غواتيمالا - أليدا رييس
- غيانا - إماره راديكس
- هندوراس - بليز ماسي
- هونغ كونغ - ساندي لاو
- هنغاريا - أورسوليا سيردولت
- أيسلندا - جوران دوج رونارسدوتير
- الهند - بوجا شوبرا
- إندونيسيا - كيرينينا صني حليم
- أيرلندا - لورا باترسون
- إسرائيل - ادي رودنيتزكي
- إيطاليا - أليس تاتيتشي
- جامايكا - كيري بايليس
- اليابان - اروزا ساساكي
- كازاخستان - دينا نوراليفا
- كينيا - فيونا كونشيلا
- كوريا - كيم جو ري
- لاتفيا - إيفا لاسي
- لبنان - مارتين أندراوس
- ليبيريا - شو رينا وياه †
- ليتوانيا - فايدا بيتراسكايتس
- لوكسمبورغ - ديانا نيلز
- مقدونيا - سوزانا السلكيني
- ماليزيا - ثانوجا أنانثان
- مالطا - شانيل ديباتيستا
- مارتينيك - إنغريد ليتر
- موريشيوس - أنايس فيراباترين
- المكسيك - بيرلا بلتران أكوستا
- مولدوفا - ماريا براغارو
- منغوليا - باتسيتسيج باتباتار
- الجبل الأسود - ماريجانا بوكراجاك
- ناميبيا - هابي نتيلامو
- نيبال - زينشا موكتان
- هولندا - أفالون شانيل ويزيج
- نيوزيلندا - ماجدالينا شومان
- نيجيريا - جلوري تشوكو
- إيرلندا الشمالية - شيري جاردينر
- النرويج - سارة سكولدنيس
- بنما - ناديه هيريرا
- باراغواي - تمارا سوسا
- بيرو - كلوديا كاراسكو
- الفلبين - ماري آن أومالي
- بولندا - آنا جامروز
- البرتغال - مارتا كاديلا
- بورتوريكو - جينيفر كولون
- رومانيا - لوريدانا فيوليتا سالانتا
- روسيا - كسينيا شيبيلوفا
- اسكتلندا - كاثرين براون
- صربيا - يلينا ماركوفيتش
- سيراليون - مارياتو كارجبو
- سنغافورة - بيلار كارميليتا أرلاندو
- سلوفاكيا - باربورا فرانيكوفا
- سلوفينيا - تينا بيتلين
- جنوب أفريقيا - تاتوم كيشوار
- إسبانيا - كارمن غارسيا
- سريلانكا - جاميا ويجاياداسا
- سورينام - زورينا ريجر
- سوازيلاند - نومبيلو منسينا
- السويد - إيريكا هاريسون
- تاهيتي - نانيهي بامبريدج
- تنزانيا - ميريام جيرالد
- تايلند - بونجشانوك كانكلاب
- ترينيداد وتوباغو - أشانا آرثر
- تركيا - إبرو صام
- أوغندا - ماريا نامييرو
- أوكرانيا - إيفينيا تولشيفسكا
- الولايات المتحدة - ليزا ماري كوهرس
- أوروغواي - كلوديا فانريل
- فنزويلا - ماريا ميلاغروس فيليز
- فيتنام - تران ثو هونغ جيانغ
- ويلز - لوسي وايتهاوس
- زامبيا - سيكويلا مومبا
- زيمبابوي - فانيسا سيباندا

## الروابط الخارجية
- موقع ملكة جمال العالم الرسمي